# Cremazione

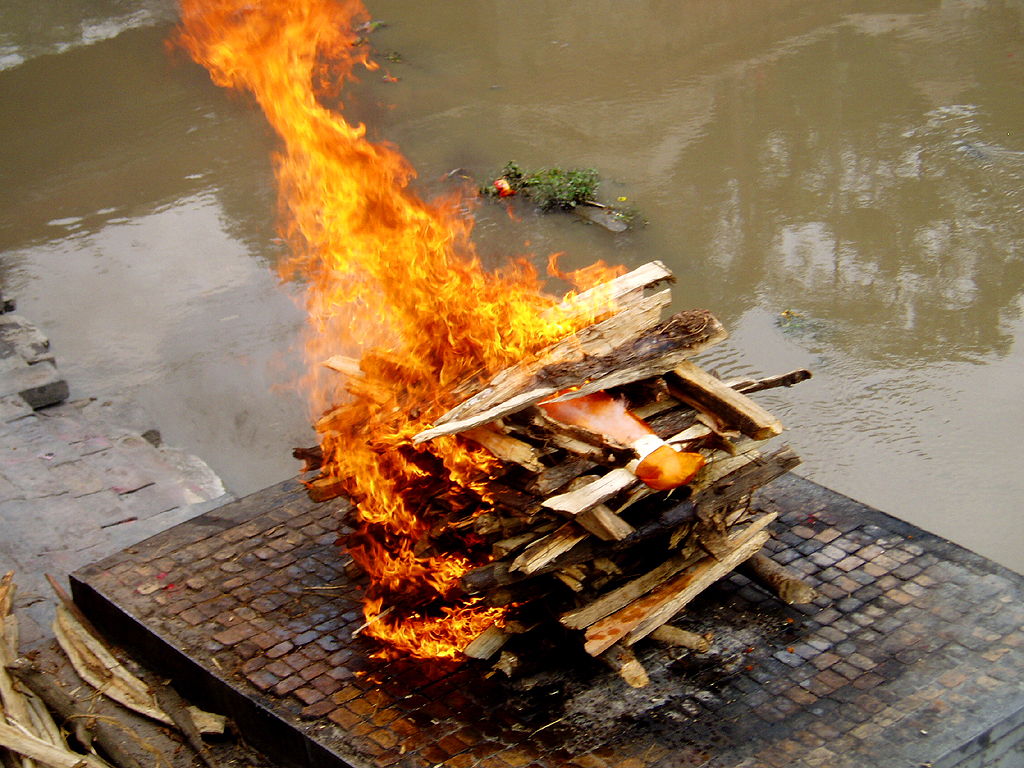
Una pira funebre in Nepal

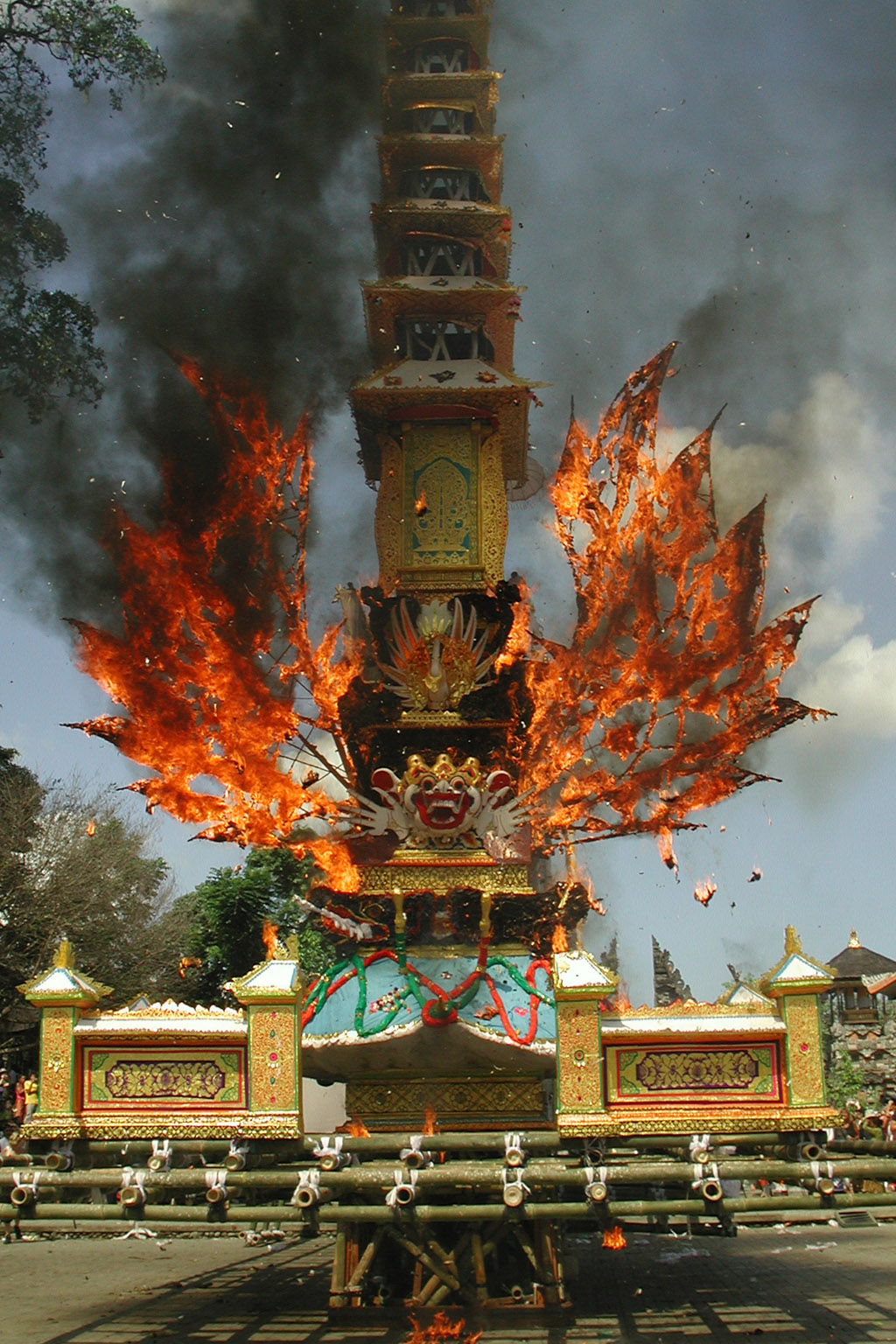
Cremazione in Ubud, Bali

La cremazione, anche detta incinerazione, è la pratica di ridurre tramite il fuoco un cadavere nei suoi elementi base: gas, sali minerali e frammenti ossei.
Si tratta di una pratica molto antica: in Asia tale consuetudine si è mantenuta pressoché inalterata da millenni. Alcune culture antiche credevano che il fuoco fosse un agente di purificazione e che la cremazione illuminasse il passaggio dei defunti in un altro mondo o che ne impedisse il ritorno tra i vivi. Dalla seconda guerra mondiale il concetto di cremazione è anche correlato allo sterminio di massa di prigionieri deportati nei lager nazisti.
Il principale impatto ambientale degli impianti di cremazione moderni riguarda l’aria, poiché durante la cremazione nei forni si ha produzione di inquinanti atmosferici, in particolare polveri, monossido di carbonio, ossidi di azoto e zolfo, composti organici volatili, composti inorganici del cloro e del fluoro e metalli pesanti. Possono aggiungersi, inoltre, emissioni di mercurio (dall'amalgama presente nelle otturazioni dentarie), zinco (specialmente nel caso delle cremazione di tombe estumulate), diossine-furani e idrocarburi policiclici aromatici.

## Storia

### Preistoria e storia antica
Il più antico caso di cremazione risale ad almeno 17 000 anni fa; i resti di un corpo in parte cremato sono stati trovati nel lago Mungo, in Australia.
Stando alla documentazione archeologica, sia l'inumazione che la cremazione furono praticate in Medio Oriente e in Europa a partire dall'epoca neolitica. I diversi gruppi culturali avevano le loro preferenze e divieti. 
Gli antichi Egizi svilupparono un'intricata teologia sulla trasmigrazione dell'anima che vietava la cremazione. I Babilonesi, secondo Erodoto, imbalsamavano i loro morti. Gli Ittiti e i Fenici praticavano sia la cremazione sia la sepoltura. La cremazione in India è attestata nella cultura del cimitero H (dal 1900 a.C.), considerata la fase formativa della civiltà vedica. I Rigveda contengono riferimenti a tale pratica. I Persiani non praticavano l'incinerazione, perché proibita dallo zoroastrismo.

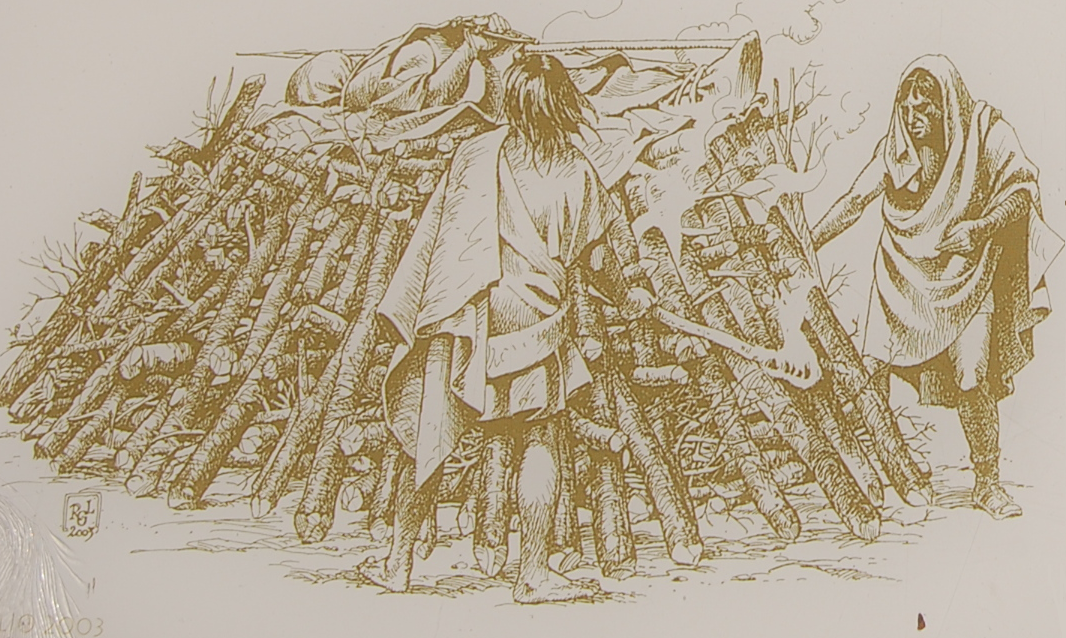
Ricostruzione di una scena di cremazione dei celtiberi

In Europa la cremazione si affermò nella prima età del bronzo (c. 2000 a.C.) nella pianura pannonica e lungo il medio Danubio. L'usanza divenne dominante in gran parte dell'Europa nella tarda età del bronzo con la cultura dei campi di urne (da c. 1300 a.C.). Nell'età del ferro, con la cultura di Hallstatt, l'incinerazione, sebbene ancora presente, fu lentamente sostituita dall'inumazione.
Dal 3000 a.C. fino all'epoca sub-micenea (1200-1100 a.C.) i Greci praticarono l'inumazione; la cremazione apparve nell'Ellade solo intorno al XII secolo a.C. L'importanza del rito faceva sì che essa fosse riservata alle persone più nobili e famose. Omero nell'Iliade descrive dettagliatamente la cremazione di Patroclo, morto in duello contro Ettore.
(Omero, Iliade, Libro XXIII)

### Ebraismo
L'Ebraismo del Primo e Secondo Tempio, così come quello moderno, vietano tassativamente la cremazione, permettendo la sola inumazione nella terra di una bara in legno.

### Antica Roma

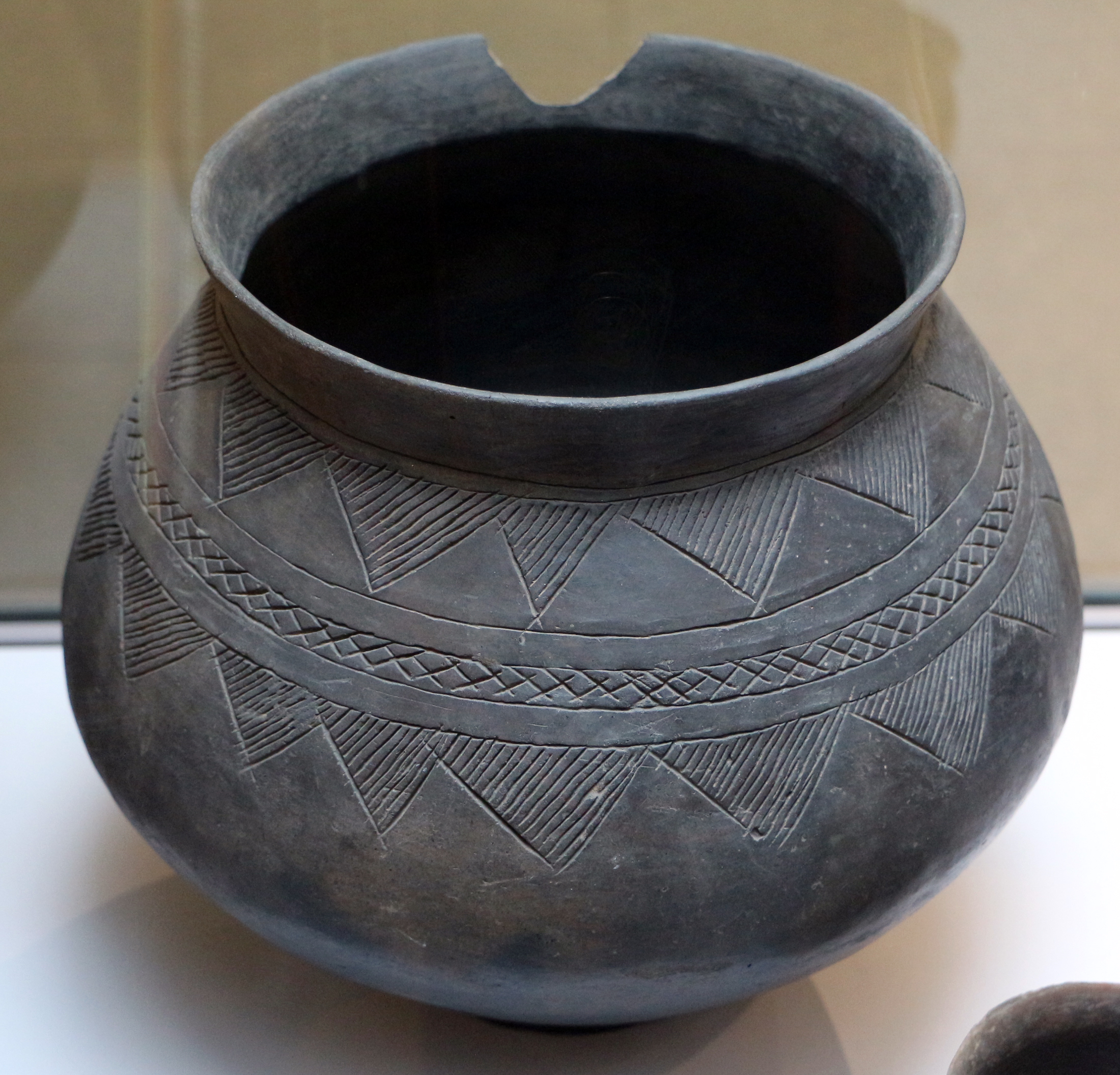
Urna cineraria del 710-690 a.C., cultura di Golasecca

In Italia le prime sporadiche testimonianze di incinerazione dei cadaveri si ebbero nel Neolitico, ma il rito si diffuse nell'Italia settentrionale solo a partire dalla media età del bronzo con la cultura delle terramare, la facies delle palafitte e degli abitati arginati e la cultura di Canegrate. Nel centro-sud il rito comparve con la cultura protovillanoviana. 
A Roma la cremazione si trasformò in un'usanza così radicata da far costruire e affittare dai parenti dei defunti loculi all'interno di un columbarium. I loculi erano delle nicchie o strutture simili, disposte orizzontalmente nelle pareti dei colombari, atte a contenere le ceneri dei morti. Presto la vendita di loculi o di interi colombari si trasformò in un lucroso commercio. Con la diffusione del cristianesimo, la pratica della cremazione nell'Impero romano decadde a favore della sepoltura. I primi Cristiani provenivano da famiglie giudaiche e avevano conservato l'uso ebraico, che vietava la cremazione a favore della sepoltura nella nuda terra. Il rito prevedeva l'unzione della salma con oli profumati, che fossa avvolta in un telo col viso coperto da un sudarium di colore bianco. L'usanza si affermò fra tutti i cristiani in virtù della fede nella risurrezione della carne.
La legge romana attribuiva un carattere di sacrosantità alle tombe, a prescindere dalla fede del defunto. La profanazione era punita con la damnatio ad metalla, qualcosa di simile ai lavori forzati nelle miniere. La legge distingue fra un sepulchrum familiare, di proprietà di una famiglia o di una comunità, e un sepulchrum haereditarium, i cui titolari potevano mutare nel tempo. I cristiani erano soliti acquistare simili terreni per edificarvi i propri edifici sacri, venendo sepolti in un terreno consacrato e distinto da quello dei pagani.
Tuttavia, la cremazione non era esplicitamente un tabù fra i cristiani convertiti e non ebrei, sebbene fosse vista con sospetto dalle autorità religiose e a volte apertamente osteggiata a causa della sua origine pagana greco-romana e per la preoccupazione che potesse interferire con la risurrezione del corpo e la sua riunione con l'anima. 
Un altro motivo, più pratico, del declino delle cremazioni alla fine dell'Impero romano fu quello della crescente penuria di legname, materiale ovviamente indispensabile per la combustione dei cadaveri.

### Età moderna e contemporanea

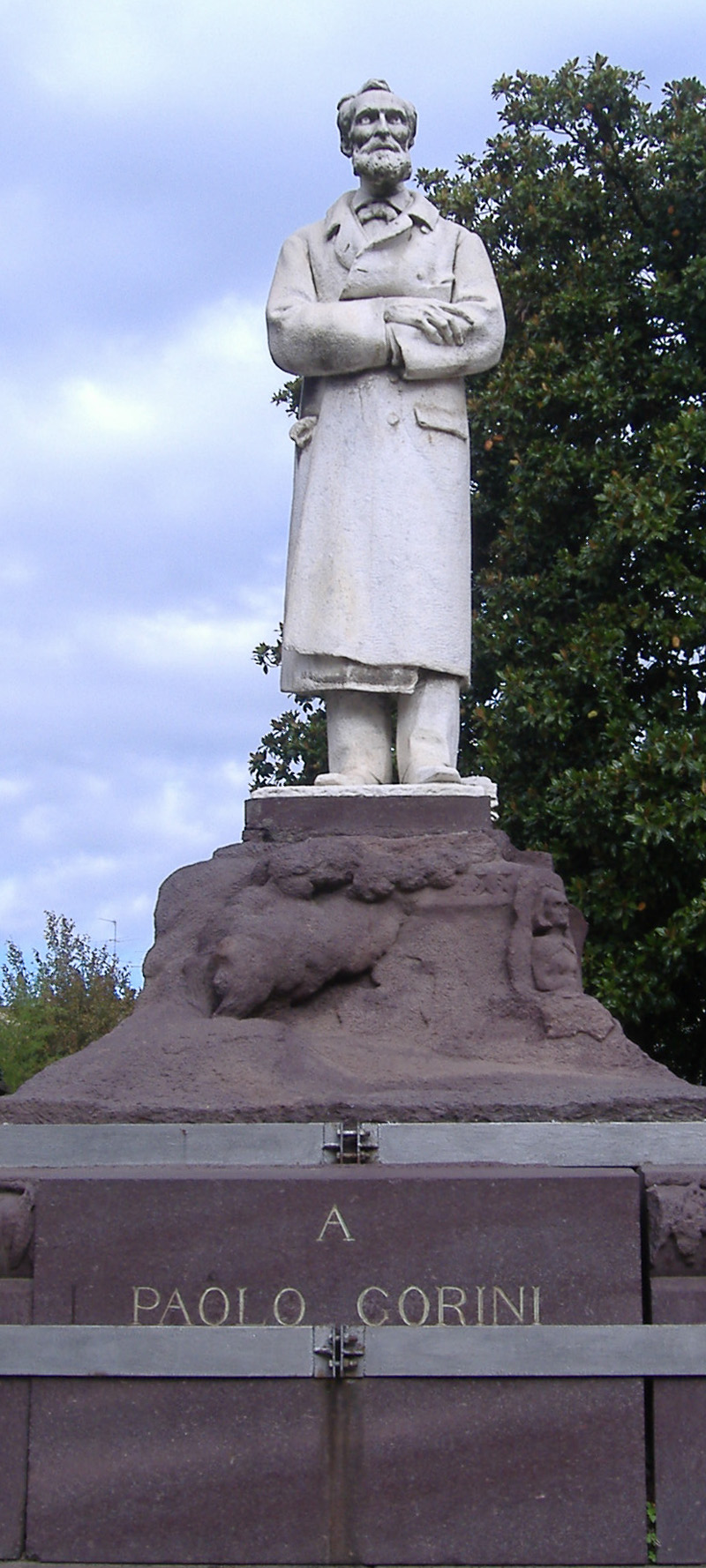
Monumento a Paolo Gorini, Lodi

La cremazione è rimasta rara in Europa occidentale fino al XIX secolo, tranne in casi eccezionali: ad esempio, durante l'epidemia di peste nera del 1656, a Napoli in una sola settimana furono bruciati i corpi di 60 000 vittime. Le cose cambiarono con l'avvento dell'illuminismo e con Napoleone Bonaparte, il quale, tramite il celebre Editto di Saint Cloud del 1804 inerente all'obbligo di inumazione dei cadaveri in cimiteri extraurbani, gettò le basi delle odierne norme legislative in materia di diritto cimiteriale.

#### Nazismo

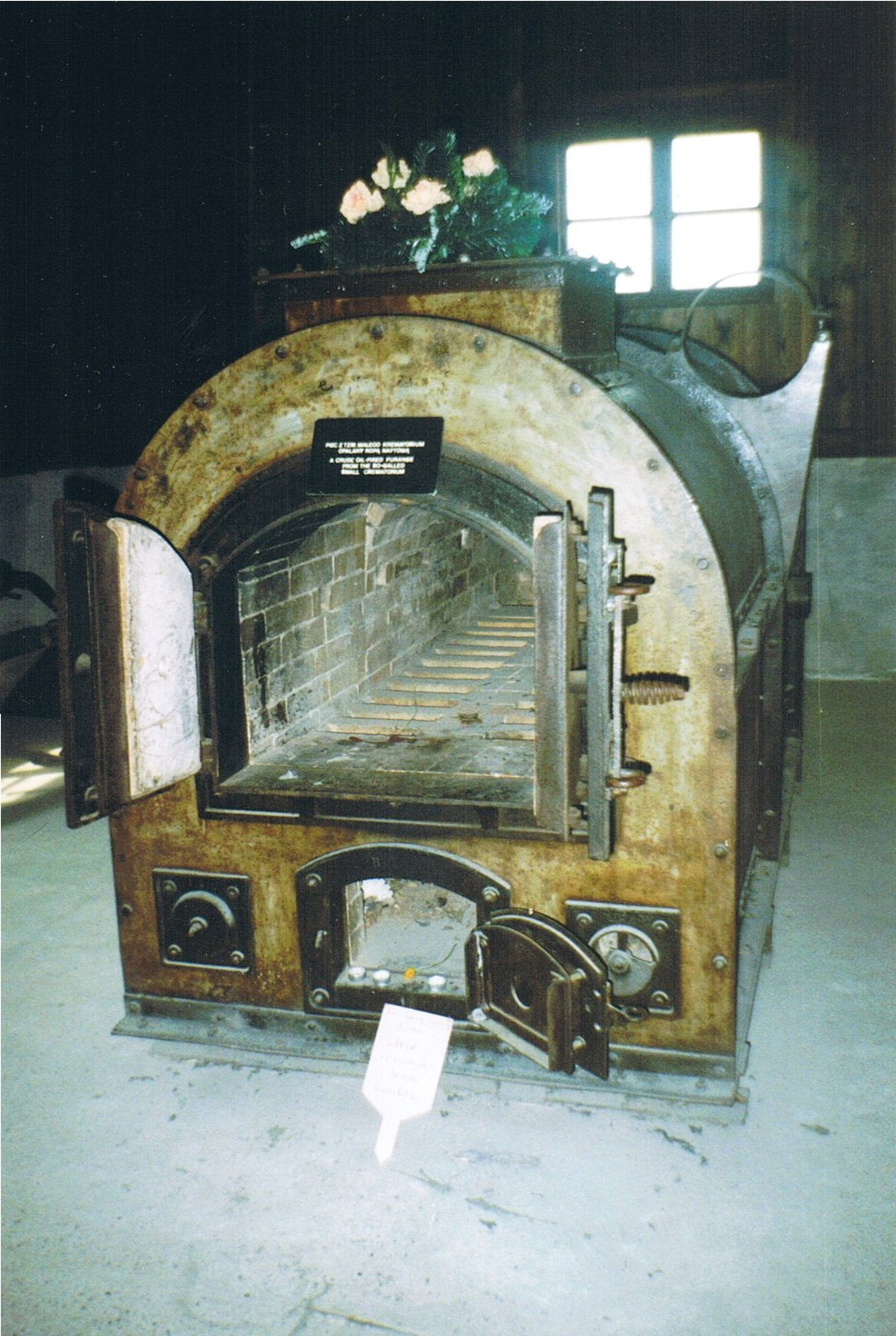
Il forno crematorio del campo di concentramento di Majdanek

L'impero nazista riprese la pratica di cremazione tramite la costruzione di numerosi forni crematori all'interno dei campi di sterminio. Essi servirono per bruciare i corpi di migliaia di ebrei, rom, comunisti, socialisti e altri oppositori del nazismo, nonché omosessuali e prigionieri uccisi o comunque deceduti. Nell'ultima fase della guerra, il numero di prigionieri morti era così elevato che i forni dei campi non erano sufficienti, così si accumulò un'enorme quantità di cadaveri che venivano ammucchiati e poi bruciati all'aria aperta.
La pratica della cremazione si aggiungeva all'atrocità dello sterminio di massa: infatti, risultava profondamente offensiva verso il giudaismo ortodosso, che, in ragione dell'Halakha, la legge ebraica, vieta la cremazione, supponendo che l'anima della persona che vi è sottoposta non possa raggiungere la pace definitiva. Da allora, la cremazione è considerata in maniera particolarmente negativa da molti osservanti di fede ebraica.

#### Cattolicesimo
Per secoli la Chiesa cattolica tenne una posizione duramente contraria alla cremazione che, pur tollerata in casi di forza maggiore come ad esempio guerre o gravi epidemie, assumeva invece sovente (per chi la chiedeva) un esplicito significato anticattolico. Ancora il codice di diritto canonico del 1917, promulgato durante il pontificato di Benedetto XV, dichiarava:
Se qualcuno ha disposto in qualsiasi modo che il proprio corpo venga cremato, è illecito eseguire tale volontà; e se essa è inserita in un contratto, un testamento o un qualsivoglia atto, essa deve essere considerata come non scritta.»
(Codice di diritto canonico del 1917, canone 1203)
(canone 1240, §1°)
L'istruzione Cadaverum cremationis del 19 giugno 1926, rivolta agli Ordinari dei luoghi del mondo intero, tornava sul punto:
(Cadaverum cremationis)
Nel 1963, a seguito del Concilio Vaticano II, anche la Chiesa cattolica, con l'istruzione Piam et constantem della Suprema Congregazione del Sant'Uffizio, ha ribadito l'invito ai vescovi di predicare l'inumazione, che è la pratica tradizionale della Chiesa. Nel contempo, però, ha disposto che possano avere la sepoltura ecclesiastica anche i fedeli che hanno scelto la cremazione, a condizione che la loro scelta non derivi dalla negazione dei dogmi cristiani, da appartenenze a sette, dall'odio verso la religione cattolica o verso la Chiesa.
Nell'aprile del 2002 il cardinale Jorge Medina Estévez, prefetto della Congregazione per il culto divino e la disciplina dei sacramenti, ha annunciato la preparazione di un rito della cremazione. Tuttavia, il Codice di diritto canonico sostiene, nel canone 1176, che «la Chiesa raccomanda vivamente che si conservi la pia consuetudine di seppellire i corpi dei defunti; e non proibisce la cremazione, a meno che questa non sia stata scelta per ragioni contrarie alla dottrina cristiana».
Il 2 marzo 2012 la CEI ha presentato la seconda edizione italiana del Libro delle esequie, che sancisce un sì condizionato alla pratica di cremare i defunti: le ceneri, per la Chiesa cattolica, devono essere conservate nei cimiteri e non disperse in mare o altrove in natura, né conservate in casa o in giardino. Il testo approvato dai vescovi è obbligatorio dal 2 novembre 2012.
L'istruzione Ad resurgendum cum Christo vieta la dispersione delle ceneri "nell'aria, in terra o in acqua o in altro modo" né la loro conversione "in ricordi commemorativi, in pezzi di gioielleria o in altri oggetti" da tenere ad esempio in casa. L'istruzione impone che siano conservate in un luogo sacro come il cimitero "o, se è il caso, in una chiesa o in un’area appositamente dedicata a tale scopo dalla competente autorità ecclesiastica”.

#### Altre confessioni cristiane
La maggior parte delle Chiese evangeliche e protestanti non solleva alcuna obiezione contro la cremazione. Le Chiese ortodosse, al contrario, la vietano in maniera assoluta, imponendo l'inumazione.

## Peso e composizione delle ceneri
La cremazione non riduce il cadavere in cenere: i resti sono frammenti ossei friabili che in un secondo momento vengono sminuzzati fino a formare una cenere che poi, a seconda degli usi, delle consuetudini o delle ultime volontà del defunto, vengono custodite in un'urna, sepolte, sparse o altro.
L'acqua corporea totale rappresenta da sola il 60-65% del peso di un essere umano. Il resto della massa corporea è dato da numerose altre componenti, presenti in particolare nella struttura scheletrica. Lo zolfo corporeo e il carbonio vengono eliminati prevalentemente come gas durante il processo della cremazione. Nei resti cremati residuano prevalentemente fosfati di calcio e altri minerali minori, quali sali di sodio e potassio.
Pur nell'ambito di un'ampia variabilità individuale, la cremazione produce in un soggetto adulto ceneri pari a circa il 3,5% del suo peso; questa percentuale scende al 2,5% in un bambino e fino all'1% nel caso di un feto. Mediamente, quindi, un cadavere produce circa 2,4 kg di ceneri, con un peso leggermente più elevato nei maschi. Il peso delle ceneri correla maggiormente con la statura che non con altri parametri (sesso, età, peso).

## Diffusione

### In Italia

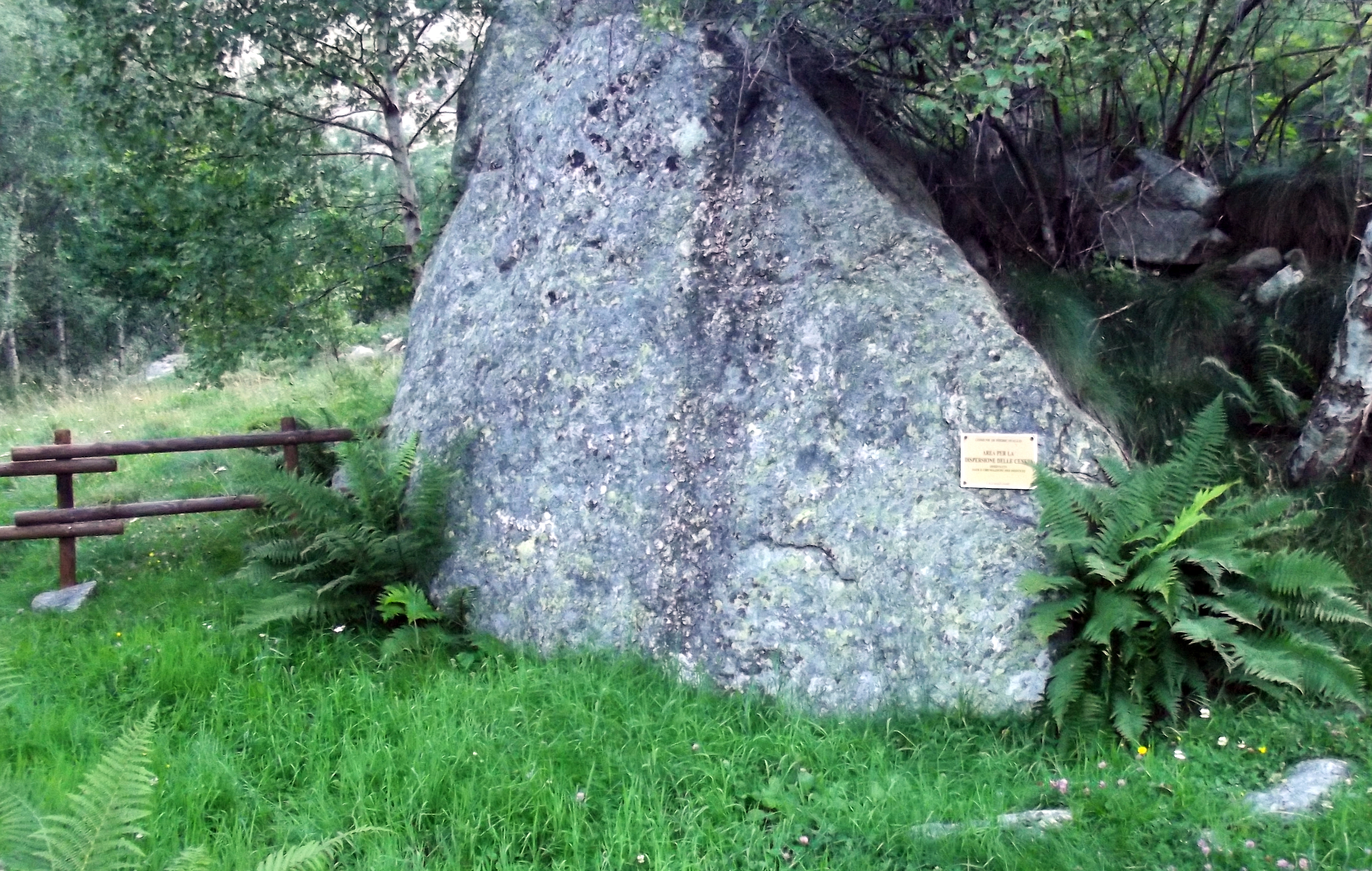
Area per la dispersione delle ceneri (Piedicavallo, BI).

I primi forni crematori moderni in Italia sono ascritti agli studiosi Brunetti, Polli-Clericetti, Paolo Gorini da Lodi, Venini, Guzzi e Spasciani-Mesmer.
Il primo forno crematorio moderno funzionava a gas illuminante e fu installato nel Cimitero Monumentale di Milano, in un tempio crematorio (oggi ancora esistente ma ormai spento). Venne progettato e costruito dai professori Giovanni Polli e Celeste Clericetti nell'ambito della Massoneria, e col parere contrario della Chiesa cattolica, appositamente per effettuare la cremazione del commerciante e imprenditore tessile di origine svizzera Alberto Keller, che era deceduto due anni prima lasciando per testamento questa richiesta e i soldi per realizzarla. La cremazione avvenne il 22 gennaio 1876 sul cadavere imbalsamato di questi, e vi assistette Paolo Gorini, che già si interessava a nuovi sistemi per lo smaltimento rapido dei cadaveri. Egli si rese conto che l'impianto di Polli e Clericetti era troppo complicato, delicato e costoso, per cui inventò e costruì nello stesso anno il suo modello di forno crematorio che ebbe un successo mondiale per la semplicità, l'economicità di produzione ed esercizio (funzionava con fascine di pioppo sul principio della fiamma indiretta). Il forno Gorini fu installato nel nuovo Crematorio di Londra e quindi a Bombay e fu adottato perfino in Giappone. Forni sul principio Gorini hanno funzionato, quanto meno in Italia, fino agli anni settanta - ottanta del Novecento. In seguito furono modificati per andare a gasolio e poi sostituiti con impianti moderni allorché in quegli anni la cremazione prese a diffondersi a livello di massa. Fu un impianto mirabile e di straordinaria efficienza, ma non fu il primo apparecchio crematorio. Anche la diffusione in Italia della cremazione si deve a Gorini, che nel 1876-1877 progettò il forno crematorio nel cimitero di Riolo presso Lodi; i suoi forni, inoltre, sostituirono presto il Polli-Clericetti del Cimitero Monumentale di Milano.
Il forno crematorio Spasciani-Mesmer installato a Livorno e Venezia era un impianto gasogeno con griglia orizzontale e tramoggia di caricamento del combustibile. Il preriscaldamento richiedeva 8-10 ore, con un consumo di circa 2000 kg di coke; per una cremazione erano necessari 200–300 kg di coke.
Nel 2010, in Italia la cremazione è praticata in circa il 29% dei casi, anche per l'assenza di strutture attrezzate, presenti solamente in una quarantina di province, soprattutto al Centro-Nord. Una certa inversione di tendenza è testimoniata dal fatto che nelle due principali metropoli del Nord Italia, Torino e Milano, la percentuale supera il 50%. Negli ultimi decenni la spinta a emanare normative relative alla cremazione si è fatta sempre più decisa. Importanti in tal senso sono state alcune leggi promulgate tra il 1987 e il 1990, che non consentivano ancora la dispersione delle ceneri, che dovevano invece essere conservate all'interno del cinerario comune. 
In merito alla dispersione delle ceneri il Parlamento italiano ha discusso un suo aggiornamento nel corso della tredicesima legislatura, e nel marzo 2001 è stata promulgata la Legge n. 130. La principale novità del testo è la facoltà della dispersione delle ceneri, che può essere effettuata in spazi aperti (mare, bosco, montagna, campagna), in aree private, oppure in spazi riservati all'interno degli stessi cimiteri (i cosiddetti "Giardini delle Rimembranze"), mentre rimane tassativamente vietata all'interno dei centri urbani. È anche possibile conservare l'urna in casa, purché vi sia riportato il nome della persona defunta. La legge dà anche indicazioni alle amministrazioni locali per la costruzione di crematori e istituisce il divieto di trarre lucro dalla dispersione delle ceneri. Peraltro, attribuisce al Ministro della sanità il compito di provvedere alla modifica del regolamento di polizia mortuaria, approvato con decreto del Presidente della Repubblica 10 settembre 1990 n. 285, allo scopo di disciplinare proprio la dispersione delle ceneri.
La legge ha individuato tre modalità per ottenere la cremazione:
- Affidare le proprie volontà al congiunto più prossimo che al momento del decesso chiede l'autorizzazione per la cremazione al Sindaco del Comune dove è avvenuto il decesso. Se vi sono più congiunti di pari grado (es. figli), devono essere d'accordo la maggioranza degli stessi, meglio se si riesce ad ottenere l'unanimità del consenso.
- Lasciare indicazioni precise nelle disposizioni testamentarie.
- Iscriversi a una società per la cremazione che curerà l'esecuzione della volontà dell'iscritto e la farà valere anche in caso di familiari dissenzienti. Le Società per la cremazione (SOCREM) provvedono all'espletamento di tutta la parte burocratica ed assistono i congiunti. Le società SOCREM stanno diffondendo sempre di più in Italia il concetto di "libertà oltre la morte", ovvero la necessità di una continua e capillare informazione, affinché la pratica della cremazione non venga più vista come un tabù, ma possa essere liberamente scelta e consapevolmente praticata. Tra le prime e più importanti, nel 1882 venne fondata la Società Veneziana per la Cremazione, che commissionò la costruzione del forno all'ingegnere Spasciani-Mesmer e che venne inaugurata ufficialmente il 31 ottobre 1891.[25]

La Regione Lombardia ha regolato la materia all'interno del Testo unico delle leggi regionali in materia di sanità, legge n. 33 del 2009; così pure hanno provveduto a legiferare altre Regioni Italiane come la Toscana, l'Emilia-Romagna, la Liguria, ecc.
In Piemonte, i comuni, ai sensi della legislazione vigente e in particolare della legge regionale n. 20 del 31 ottobre 2007 (Disposizioni in materia di cremazione, conservazione, affidamento e dispersione delle ceneri), regolamentano la cremazione e la dispersione delle ceneri all'interno del proprio territorio individuando anche le aree destinate alla dispersione delle ceneri dei defunti che abbiano espresso questa volontà.

### All'estero
L'immersione delle ceneri, in India, nelle acque di un fiume sacro come il Gange, è chiamata visarjan.